# Анемос
Анемос (грч. Άνεμος) грчки је рок и фолк рок бенд основан 1998. године у Атини. Групу чини двојац Костас Хадзопулос (композитор, аранжер и текстописац; Κώστας Χατζόπουλος) и Катерина Никопуло (текстописац и вокал, Κατερίνα Νιτσοπούλου). У својим песмама група Анемос комбинује емотивне и меланхоличне баладе са динамиичним рок елементима, ренесансним мотивима и традиционалним грчким темама.
Занимљиво је да је Катерина Никопуло написала грчку верзију српске евровизијске песме из 2008. Оро (под насловом Ела агапи) коју је изводила Јелена Томашевић.
Током досадашњег постојања група је објавила пет студијских албума.

## Дискографија
Студијски албуми
1. (CD сингл - Protasis, 2008)

Синглови
Учешћа у другим пројектима
1. Медитеранска одисеја од Атине до Андалузије
2. Σπασμένο Καράβι - διασκευή - гостујући акт на албуму Димитриса Басиса Σπασμένο Καράβι
3. Το Φιλί μου Ταξιδεύει и Το Φιλί μου Ταξιδεύει са Илијасом Лиокасом
4. Μαντουμπάλα - διασκευή са Стелијосом Казацидисом
5. Δρομέας, гостујући наступ на албуму Алкиноса Јаковидиса Συνάντηση
6. Άστρο μου на компилацији